# Krakatoa
Krakatoa ou Cracatoa (em indonésio:  Krakatau) é uma ilha vulcânica situada no estreito de Sunda entre as ilhas de Java e Sumatra, na província indonésia de Lampung. O nome também é usado para o grupo da ilha circundante que compreende os restos de uma ilha muito maior de três picos vulcânicos que foi destruída em uma erupção catastrófica de 1883.
Em 1927, uma nova ilha, Anak Krakatau, ou "Criança de Krakatoa", emergiu da caldeira formada em 1883 e é a localização atual da atividade eruptiva. A formação chegou a ter mais de 324 metros de altura, sendo que a cada ano aumenta 5 m aproximadamente, podendo haver mudanças. Contudo, após a erupção e consequente explosão de 22 de dezembro de 2018, cerca de 2/3 do vulcão colapsaram, criando um tsunami e tendo a altura do pico do vulcão diminuído para 110 metros. 
Na madrugada do dia 11 de abril de 2020 o vulcão Krakatoa entrou em erupção após uma violenta explosão. De acordo com serviços de monitoramento, a coluna de fumaça e cinzas subiu até 15 km na atmosfera.

## Etimologia
Embora existam descrições anteriores de uma ilha no estreito de Sunda com uma "montanha pontiaguda", a primeira menção do nome "Krakatoa" no mundo ocidental foi em um mapa de 1611 feito por Lucas Janszoon Waghenaer, que rotulava a ilha "Pulo Carcata" (pulo é a palavra sundanesa para "ilha"). Cerca de duas dúzias de variantes foram encontradas, incluindo Crackatouw, Cracatoa e Krakatao (em uma antiga ortografia baseada no português). A primeira aparição conhecida da ortografia Krakatau foi feita por Wouter Schouten, que passou pela "ilha coberta de árvores de Krakatau" em outubro de 1658.
A origem do nome indonésio Krakatau é incerta. O Programa Global de Vulcanismo do Instituto Smithsonian cita o nome indonésio, "Krakatau", como o nome correto, mas diz que "Krakatoa" é frequentemente empregado.

## Histórico

### Erupção de 1883

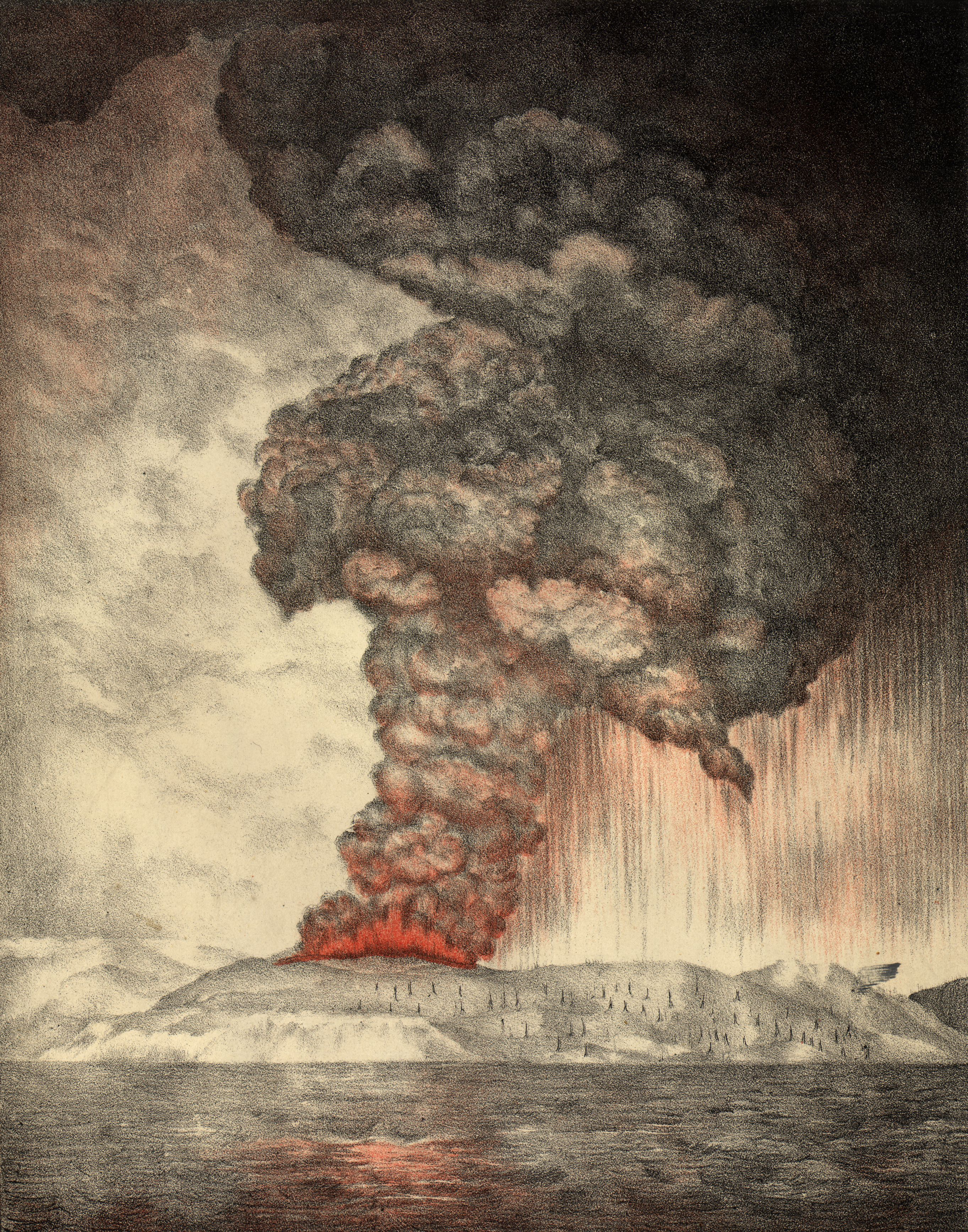
Uma litogravura de 1888 da erupção de 1883 do Krakatoa.

Evolução das ilhas entre Krakatoa de 1880 a 2018.

No dia 26 de agosto de 1883, a ilha desapareceu quando o vulcão homônimo, no monte Perboewatan (supostamente extinto) entrou em erupção. É considerada a 2ª erupção vulcânica mais fatal da história e a 6ª maior erupção do mundo.
A sucessão de erupções e explosões durou 22 horas e causou mais de 36 mil vítimas fatais. Sua explosão atirou pedras a aproximadamente 27 km de altitude e o som da grande última explosão foi ouvida a cinco mil quilômetros, na ilha de Rodrigues, tendo os habitantes ficado surpresos com o estrondo, supondo significar uma batalha naval. Houve muitos relatos de pessoas em um raio de 15 quilômetros de distância que tiveram seus tímpanos rompidos. O barulho chegou também até Austrália, Filipinas e Índia.
A maioria das vítimas aconteceu pelo tsunami e não pela erupção que destruiu dois terços da ilha. Ondas tsunami geradas pela erupção foram observadas em todo o Oceano Índico, no Pacífico, na costa oeste dos EUA, na América do Sul e até no canal da Mancha. Elas destruíram tudo em seu caminho e levaram para a costa blocos de corais de até 600 toneladas.
As ondas do tsunami foram sentidas em Liverpool, na Inglaterra, em alguns territórios africanos e também nas partes do Canadá, sem muitos desabamentos. De acordo com registros climáticos e recentes estudos, a temperatura global decaiu 1 ºC em decorrência da grande quantidade de gases e partículas que foram lançados na atmosfera na ocasião da erupção.

## Anak Krakatoa

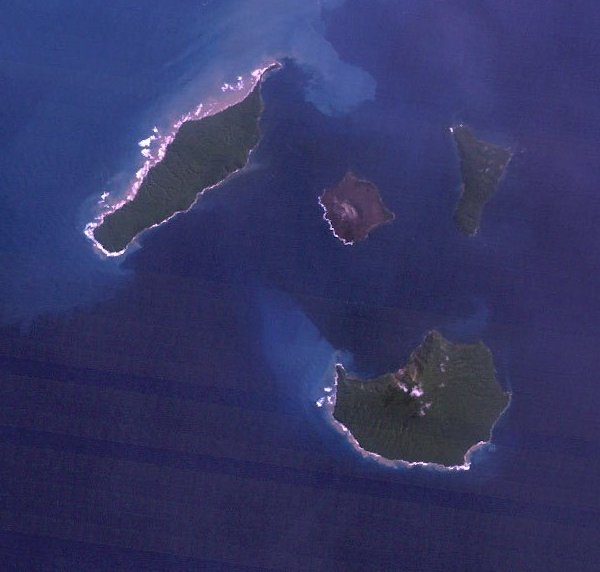
Imagem de satélite das ilhas em 18 de maio de 1992

Cientistas afirmam que a nova formação (vulcão) chamado Anak Krakatoa pode ser ainda muito mais poderosa que o antigo Krakatoa. Com a antiga explosão, os três montes foram transformados em um só, criando uma caldeira vulcânica que chega a 50 quilômetros subterrâneos, um gigantesco depósito de lava.
Acredita-se que se Anak Krakatoa atingir altura próxima à de seu pai e se uma nova grande erupção daquela dimensão acontecer, parte da população mundial e grande parte de toda a fauna e flora podem ser prejudicadas.
Anak Krakatoa é um vulcão extremamente ativo e quase sempre é colocado em estado de alerta nível 2. Os cientistas não sabem afirmar quando ele vai entrar em erupção crítica, mas já disseram que vai acontecer.
No dia 22 de dezembro de 2018, o colapso e deslizamento de 2/3 do vulcão Anak Krakatoa no mar causou um tsunami no estreito de Sunda, na Indonésia. Foram contabilizados 429 vítimas, 128 desaparecidos e 1.459 feridos causados pelas ondas gigantes. O evento não foi precedido por terremoto.
Na manhã de 10 de abril de 2020, o Anak Krakatoa começou a entrar em erupção novamente. A primeira erupção pôde ser ouvida na cidade de Jacarta (capital da Indonésia), a mais de 150 quilômetros de distância, lançando uma coluna de cinza vulcânica e fumaça de 200 metros (660 pés) de altura, para o relatório de atividade vulcânica do magma do The Center for Volcanology and Geological Disaster Mitigation’s (PVMBG) da Indonésia, disse que a primeira erupção durou um minuto e 12 segundos começando às 21h58.  A erupção expeliu cinzas vulcânicas a cerca de 14 quilômetros (46 000 pés) e uma pluma secundária de cinzas atingiu cerca de 11 quilômetros (36 000 pés). A erupção foi em grande parte magmática com fontes de lava visíveis. Nenhum dano generalizado foi relatado, e a erupção terminou várias horas depois.